# Lycosa shahapuraensis
Lycosa shahapuraensis là một loài nhện trong họ Lycosidae.
Loài này thuộc chi Lycosa. Lycosa shahapuraensis được Pawan U. Gajbe miêu tả năm 2004.